# Prolejki
Prolejki, Kresówka (biał. Пралейкі, Pralejki; ros. Пролейки, Prolejki) – wieś na Białorusi, w obwodzie grodzieńskim, w rejonie grodzieńskim, w sielsowiecie Sopoćkinie, w pobliżu granicy z Polską.
W dwudziestoleciu międzywojennym wieś leżała w Polsce, w województwie białostockim, w powiecie augustowskim.